# Airi Taira
Airi Taira (平 愛梨?, Taira Airi; Akashi, 12 dicembre 1984) è un'attrice, modella e personaggio televisivo giapponese, affiliata all'agenzia Rising Production.

## Biografia
Debutta nel mondo dello spettacolo nel 1999 vincendo il talent show della MBS Chance no dendō!. Il suo esordio in qualità di attrice risale allo stesso anno, quando recita nel film Dreammaker di Hiroshi Sugawara. Nel 2008 interpreta il ruolo della protagonista femminile Kanna nella trilogia live action di 20th Century Boys. 

## Vita privata
Dal 2017 è sposata con il calciatore Yūto Nagatomo, da cui ha avuto quattro figli maschi, nati nel 2018, 2019, 2021 e 2023.

## Filmografia

### Cinema
- Dreammaker (ドリームメーカー?, Dorīmumēkā), regia di Hiroshi Sugawara (1999)
- Doubles (ダブルス?, Daburusu), regia di Satoshi Isaka (2001)
- Bōtaoshi! (棒たおし!?), regia di Tetsu Maeda (2003)
- Warau Michael (笑う大天使?, Warau Mikaeru), regia di Issei Oda (2006)
- 20th Century Boys 1: Beginning of the End (２０世紀少年 第1章 終わりの始まり?, 20 seiki shōnen: Dai 1 shō - Owari no hajimari), regia di Yukihiko Tsutsumi (2008)
- 20th Century Boys 2: The Last Hope (２０世紀少年 第2章 最後の希望?, 20 seiki shōnen: Dai 2 shō - Saigo no kibō), regia di Yukihiko Tsutsumi (2009)
- 20th Century Boys 3: Redemption (２０世紀少年 -最終章-ぼくらの旗?, 20 seiki shōnen: Saishū fumi - Bokura no hata), regia di Yukihiko Tsutsumi (2009)
- Tanathos (タナトス?, Tanatosu), regia di Hideo Jōjō (2011)
- Karappo (からっぽ?), regia di Shōgo Kusano (2012)
- Helter Skelter (ヘルタースケルター?, Herutā sukerutā), regia di Mika Ninagawa (2012)
- Il cacciatore di giganti (Jack the Giant Slayer), regia di Bryan Singer (2013) - voce
- Sesshi 100 °C no binetsu (摂氏100℃の微熱?), regia di Kōichi Okamoto (2015)
- Ju-on: The Final Curse (呪怨 -ザ・ファイナル-?, Ju-on: Za fainaru), regia di Masayuki Ochiai (2015)
- Sabuibo Mask (サブイボマスク?, Sabuibo Masuku), regia di Naoto Monma (2016)